# Astragalus magnifolius
Astragalus magnifolius är en ärtväxtart som beskrevs av Ahmed Ahmad Parsa. Astragalus magnifolius ingår i släktet vedlar, och familjen ärtväxter. Inga underarter finns listade i Catalogue of Life.